# Мухаммад IV (емір Гранади)
Абу Абдаллах Мухаммад IV ібн Ісмаїл (араб. أبو عبد الله محمد بن إسماعيل‎‎; нар. 14 квітня 1315 — 25 серпня 1333) — 6-й емір Гранадського емірату в 1325—1333 роках.

## Життєпис

### Регентство
Походив з династії Насрідів, її молодшої гілки. Син Ісмаїла I, еміра Гранади, та Алви, християнки-наложниці. Народився 1315 року в Гранаді. У 1325 році після вбивства його батька оголошений новим еміром. Втім через молодий вік фактична влада належала візирові Абу аль-Гасану ібн Масуду, очільнику газі (шейх аль-гузат) Утманом ібн аль-Ула та бабці Фатімі. Втім невдовзі перший помер, а аль-Ула поставив на посаду візира свого прихильника Мухаммада ібн аль-Махрука. Останній 1326 року від імені еміра поновив мирний договір з Арагонським королівством. Вихованням молодого еміра займався хаджиб Абу Ну'айм Ридван.
Втім поступово спалахнула боротьба між візиром та шейх аль-гузатом. Зрештою Утман аль-Ула взяв Мухаммада ібн аль-Махрука в облогу в Альгамбрі. Але той призначив нового очільника газі, який перетягнув на свій бік більшість вояків. Утман ібн аль-Ула відступив до Альмерії, де оголосив еміром Абу Абдаллаха Мухаммада ібн Фараджа, стрийка Мухаммада IV. Війська аль-Ули стали швидко захоплювати навколишні землі. Також останній уклав союз з кастильським королем Альфонсо XI, що також відправив свої війська проти Гранади. Влітку 1327 року кастильці захопили провінцію Ронда і місто Ольвера.
За цих обставин було відновлено союз з Абу Саїдом Усманом II, султаном Марокко, якому було передано міста Ронда і Марбелья, а 1328 року — Альхесірас. У серпні 1328 року Мухаммад IV замирився з Утманом ібн аль-Улою, якому повернув його колишню посаду. Невдовзі після цього емір наказав вбити візира Мухаммада ібн аль-Махрука.

### Самостійне панування
Невдовзі постала загроза з боку королівства Кастилія. 1329 року мирну угоду з Гранадою розірвав новий арагонський король Альфонсо IV. 1330 року кастильське війська біля фортеці Теба завдало рішучої поразки гранадцям, а потім сплюндрувало землеробський район емірату. В результаті Мухаммад IV вимушений був укласти перемир'я, а 19 лютого 1331 року підписав Севільський мирний договір на 4 роки. Емір підтвердив попередні угоди щодо сплати данини кастильському королю. В свою чергу Кастилія погодилася продавати пшеницю та худобу до Гранадського емірату.
Втім війна з Арагоном тривала. війська Гранади сплюндрували околиці Аліканте, а потім захопили місто Гуардамар-дел-Сегура. 1332 року було взято в облогу місто Ельче. Водночас у вересні 1331 року емір Гранади рушив на перемовини з новим марокканським султаном Абу'л Гасаном Алі I. 1333 року війська останнього за підтримці гранадців захопили фортеці Гібралтар. Також Мухаммад IV зумів захопити фортецю Кабра. Але кастильські війська підійшли до Гібралтару, який спробували повернути. У відповідь емір Гранади захопив місто Бенамехі та сплюндрував околиці Кордови.
Зрештою 24 серпня 1333 року між Кастилією і Гранадою було укладено мирний договір, що підтвердив Севільську угоду 1331 року. Але наступного дня після підписання договору біля гирла річки Гуадімаро еміра було вбито рабом на ім'я Заян, якого підбурили брати Абу Табіт та Ібрагім, сини померлого перед тим Утмана ібн аль-Ули. Вони були невдоволені союзом гранадського еміра з Марокко. Новим володарем Гранадського емірату став зведений брат загиблого Юсуф I ібн Ісмаїл.